# 복호 (신라)
복호(卜好, 생몰년 미상) 또는 보해(寶海)는 5세기 신라의 왕자이다.
고구려에 인질로 있다가 박제상(朴堤上)에 의해 구출되었다.

## 생애

### 인질로 보내지다
《삼국사기》와 《삼국유사》는 모두 일찍이 고구려에 인질로 보내졌다고 하고 있으며, 신라로 돌아온 것은 눌지 마립간의 즉위 이후의 일이라고 전하는 것은 공통되지만, 그 이유나 시기에 대한 서술은 조금씩 차이가 있다.
《삼국사기》에 따르면, 복호를 고구려에 인질로 보낸 것은 내물 마립간의 뒤를 이어 즉위한 실성 마립간이었다(그는 일찍이 내물 마립간의 명으로 고구려에 인질로 보내졌었다). 내물 마립간이 죽은 뒤 실성은 신라로 돌아와 내물 마립간의 아들들을 제치고 신라의 왕(마립간)으로 즉위했으며, 예전 내물 마립간에 의해 원하지 않는데 고구려에 인질로 보내졌던 것에 대한 앙심으로 즉위하자마자 왜국과 화친을 맺으면서 내물 마립간의 아들인 미사흔을 왜국의 요청으로 인질로 보내고 다른 아들인 복호 역시 고구려에 인질로 보냈다. 《삼국사기》는 그 시점을 실성 마립간 11년 임자(412년)의 일로 적고 있다.
이후 실성 마립간은 눌지까지 사신 명목으로 고구려에 보내면서 제거하려 했으나, 실성에게 매수되었던 고구려 사람이 눌지의 편을 들어 실성의 계획을 알려 주었고 고구려측의 도움을 받은 눌지는 귀국하여 실성을 죽이고 자신이 즉위하였다.
다만 《삼국유사》는 《삼국사기》와 달리 복호가 사신으로 간 것은 눌지왕 3년 기미(419년)의 일이라고 적고 있다. 복호를 인질로 보내게 된 것도 《삼국사기》가 실성 마립간의 개인적인 원한 때문이라고 하고 있는 것과 달리 《삼국유사》는 눌지왕이 막 즉위한 뒤에 이웃 나라의 군사가 강성하여 전쟁이 그치지 않는 가운데 고구려만이 화친을 맺자고 해서 내가 그 말을 믿고 고구려에 보냈다"고 언급하여 눌지왕 자신의 국가를 생각한 왕으로써의 결정이었던 것으로 적고 있다.

### 귀국
복호가 귀국한 시점에 대해서도 《삼국사기》는 눌지 마립간 2년(418년)의 일로 기재하고 있으며, 《삼국유사》는 눌지왕 10년(425년)의 일로 기재하고 있고, 복호를 송환하게 하는 방식도 양자가 차이를 보인다.
《삼국사기》 박제상열전에 보면, 눌지마립간 즉위 직후 왕제 구출을 의논한 기사에서 수주촌간 벌보말, 일리촌간 구리간, 이리촌간 파로 이렇게 세 사람을 불러서 고구려와 왜국에 인질로 간 왕제들의 송환 문제에 대한 해결을 질의하였는데, 이들 세 사람은 모두 삽량주간 제상이 적임자라고 추천하였다.
나마 제상은 눌지 마립간의 명으로 고구려로 들어가 고구려를 만났다. 제상은 고구려 왕 앞에서 형제의 우애를 노래하는 《시경》(詩經)의 노래 '상체'의 '할미새 언덕에 있으니'(鶺鴒在原)라는 구절을 인용해 가며 복호를 고국으로 돌려 보내 줄 것을 읍소했고, 이에 고구려 왕이 감동하여 복호를 돌려 보냈다고 하였다.
반면 《삼국유사》에는 제상이 뱃길로 고성 물길에서 보해(복호)와 만나기로 해 놓고 보해와 만나 몰래 배를 타고 돌아왔다고 한다. 그는 미리 보해가 있는 곳으로 가서 함께 도망칠 날짜를 약속해 놓은 다음 5월 15일 고성(高城)의 수구에서 배를 대놓고 기다렸다. 약속한 기일이 가까워지자 보해는 슬슬 병이라 핑계하면서 며칠 동안 조회에 나가지 않기 시작했다. 약속한 날 보해는 밤에 몰래 달아나 고성 바닷가까지 이르렀는데, 고구려왕이 이를 알고 군사 수십 명을 시켜 보해를 뒤쫓아 고성까지 따라잡게 되었다. 고구려 병사들은 보해를 향해 활을 쏘았지만, 예전 보해가 고구려에 있으면서 주위 사람들한테 은혜를 베푼 것이 많았고 이를 기억하던 고구려 병사들은 일부러 화살촉을 빼고 활을 쏘아서 보해는 화살에 맞고도 다치지 않고 무사히 신라로 귀국할 수 있었다.
눌지 마립간은 복호가 돌아온 것을 보고 반가워하고 기뻐하면서도 왜국에 있는 다른 동생 미사흔을 생각하며 슬퍼했고, 이에 제상은 눌지의 명을 받들고 왜국으로 떠나게 되었다.

## 가계
《삼국사기》와 《삼국유사》에는 모두 내물 마립간(奈勿麻立干)과 보반 부인 사이의 아들인 눌지 마립간(訥祗麻立干)의 동생이라고 되어 있다.
- 아버지 : 내물 마립간(奈勿麻立干)
- 어머니 : 보반부인 김씨(保反夫人 金氏) - 미추 이사금(味鄒泥師今)의 딸[주 2]
  - 형 : 눌지(訥祗) - 417년에 눌지 마립간(訥祗麻立干)(? - 458년) 즉위
  - 동생 : 미사흔(未斯欣) - 내물 마립간(奈勿麻立干)의 셋째 아들(? - 433년)
  - 부인 : 미상
    - 딸: 자비 마립간의 부인
    - 아들 : 습보 갈문왕(習寶葛文王)[주 3]
    - 며느리 : 조생부인(鳥生夫人)
      - 손자 : 지증왕(智證王, 437~514, 재위:500~514)

한편 복호의 아들인 습보 갈문왕(習寶葛文王)이 사실은 아들이 아니라 눌지나 미사흔(未斯欣) 또는 복호 자신의 또 다른 동생의 아들일 것으로 추정되기도 한다.

## 호우명 그릇과 복호
1946년 경주 노서동 140호 신라 돌무지덧널무덤 발굴 조사에서 수습된 청동제 그릇에 '을묘년국강상광개토지호태왕호우십'(乙卯年國崗上廣開土地好太王壺杅十)이라는 명문이 새겨져 있는 것이 확인되어 학계의 주목을 끌었다. 해당 무덤의 이름도 '호우총'이라 이름이 붙었다.
명문의 글씨체는 광개토대왕릉비와 같은 서체를 하고 있으며, 내용은 '광개토대왕이 사망(412)하고 3년이 지난 415년에 제작된 열 번째 그릇'이라는 의미로 해석되고 있다.
《삼국사기》에 복호가 눌지 마립간 2년(418년)에 신라로 귀국하였다는 시점 서술을 신뢰한다면 이 호우명 그릇은 복호가 귀국할 때 고구려에서 가져온 것으로 추정되고 있다. 나아가 호우총이라는 무덤도 복호의 무덤으로 추정되기도 했지만, 무덤에서 발굴된 토기의 연대를 근거로 호우명 그릇의 제작 시점보다 백 년 정도 뒤인 6세기 초에 호우총이 조성된 것으로 보고 있어 고구려에서 제작되고 신라로 유입된 뒤 백 년 정도 전해지다 피장자의 죽음과 함께 무덤에 함께 묻힌 것으로 보고 있다. 이 피장자에 대해서도 복호와 관련이 있는, 구체적으로는 고구려에 인질로 갔던 경험이 있는 복호의 후손이자 신라의 왕족이었던 인물로 여겨지고 있다.

### 내용주
1. ↑  《삼국사기》에 등장하는 세 촌간은 각각 그들 지역 즉 경북의 예천군, 성주군 부근, 영주시 지방의 부족장 정도의 지위를 지니고 있었을 것이라고 해석되고 있다.신현웅 신라문화 제27집 4쪽
김용선은 수주촌과 일리촌, 이리촌 모두 추풍령(秋風嶺) ㆍ 죽령로(竹嶺路)로 이어지는 고구려-신라간의 주요 교통로와 가까운 곳이라는 특징을 보이고 있으며, 따라서 이들 세 촌간은 고구려 접촉에 필요한 지식과 경험을 가지고 있으되[7] 이 지방은 당시 고구려령 내지 그 세력 하에 있었다고 생각되고[8] 세 간들은 고구려를 상대로 인질을 되찾는 임무를 쉽게 수행하기 어려운 위치에 있었기에 사양하였고 대신 제상이 왕제 귀환의 임무를 맡게 되었던 것이라고 하였다.
2. ↑  다만 생모가 눌지나 복호와 동일하다고 명기된 기록은 없다.
3. ↑  《삼국유사》 왕력편(王歷篇) 자비 마립간(慈悲麻立干)조에는 자비 마립간의 왕비를 '파호갈문왕, 또는 ●질희 각간의 딸'이라고 언급하고 있는데, 이 '파호'가 복호와 동일인물로 보인다. 이 경우 복호는 자비 마립간의 장인이 된다.